# Міхл Дорфман
Іхл Міхл До́рфман (їд. יחיאל מיכל דארפמאן, івр. יחיאל מיכל דורפמן, рос. Михаил Давидович Дорфман; нар. 1913, Кам'янець-Подільськ — пом. 30 липня 2006, Єрусалим) — рабин, релігійний діяч.

## Біографія
Сім років провів у радянських виправно-трудових таборах. З кінця 1930-х років до 1970 року жив у селищі Малаховка під Москвою.
У повоєнний період став центральною фігурою брацлавського хасидизму в Радянському Союзі. Організовував щорічні нелегальні молитовні зібрання в Рош га-шана в місті Умань на могилі рабина Нахмана, підтримував контакти з брацлавськими хасидами в США та в Ізраїлі.
Від 1970 року жив в Ізраїлі.
Голова Всесвітньої ради брацлавських хасидів, очолював Центральну ієшиву брацлавських хасидів в Єрусалимі.
Від 1988 року організовував регулярне масове паломництво хасидів всього світу в Умань.